# Лебединое (Раздольненский район)
Лебеди́ное (до 1948 года Узбе́к Тата́рский; укр. Лебедине, крымскотат. Tatar Özbek, Татар Озьбек) — исчезнувшее село в Раздольненском районе Республики Крым, располагавшееся на юге района, в степной части Крыма, примерно в 3 километрах западнее современного села Северное.

### Динамика численности населения
| - 1806 год — 89 чел. - 1864 год — 41 чел. - 1889 год — 181 чел. - 1892 год — 91 чел. | - 1900 год — 167 чел. - 1915 год — 140/21 чел. - 1926 год — 130 чел. - 1939 год — 214 чел. |

## История
Первое документальное упоминание села встречается в Камеральном Описании Крыма… 1784 года, судя по которому, в последний период Крымского ханства Узбек входил в Каракуртский кадылык Бахчисарайского каймаканства. После присоединения Крыма к России (8) 19 апреля 1783 года, (8) 19 февраля 1784 года, именным указом Екатерины II сенату, на территории бывшего Крымского ханства была образована Таврическая область и деревня была приписана к Евпаторийскому уезду. После павловских реформ, с 1796 по 1802 год входила в Акмечетский уезд Новороссийской губернии. По новому административному делению, после создания 8 (20) октября 1802 года Таврической губернии, Узбек был включён в состав Хоротокиятской волости Евпаторийского уезда.
По Ведомости о волостях и селениях, в Евпаторийском уезде с показанием числа дворов и душ… от 19 апреля 1806 года в деревне Узбек числилось 14 дворов, 86 крымских татар и 3 ясыров. На военно-топографической карте генерал-майора Мухина 1817 года деревня Узбек обозначена с 18 дворами. После реформы волостного деления 1829 года Узбек, согласно «Ведомости о казённых волостях Таврической губернии 1829 года», отнесли к Аксакал-Меркитской волости (переименованной из Хоротокиятской). На карте 1836 года в деревне 38 дворов, как и на карте 1842 года.
В 1860-х годах, после земской реформы Александра II, деревню приписали к Чотайской волости. В «Списке населённых мест Таврической губернии по сведениям 1864 года», составленном по результатам VIII ревизии 1864 года, Узбек — владельческая татарская деревня, с 7 дворами, 41 жителем и мечетью при колодцах. По обследованиям профессора А. Н. Козловского 1867 года, вода в колодцах деревни была пресная, а их глубина достигала 30—40 саженей (64—85 м). На трёхверстовой карте Шуберта 1865—1876 года в деревне Узбек обозначено 10 дворов. В «Памятной книге Таврической губернии 1889 года», по результатам Х ревизии 1887 года, в деревне Узбек числилось 33 двора и 181 житель. Согласно «…Памятной книжке Таврической губернии на 1892 год», в деревне Узбек, входившей в Нурельдинский участок, был 91 житель в 16 домохозяйствах.
Земская реформа 1890-х годов в Евпаторийском уезде прошла после 1892 года, в результате Узбек приписали к Агайской волости.
По «…Памятной книжке Таврической губернии на 1900 год» в деревне числилось 167 жителей в 23 дворах. По Статистическому справочнику Таврической губернии. Ч.II-я. Статистический очерк, выпуск пятый Евпаторийский уезд, 1915 год, в деревне Узбек татарский Агайской волости Евпаторийского уезда числилось 21 двор с татарским населением (все дворы безземельные) в количестве 140 человек приписных жителей и 21 — «постороннии», из которых 90 мужчин и 71 женщина. Жители владели 70 десятинами удобной земли. В хозяйствах имелось 92 лошади, 8 волов, 14 коров и 380 голов мелкого скота.
После установления в Крыму Советской власти, по постановлению Крымревкома от 8 января 1921 года № 206 «Об изменении административных границ» была упразднена волостная система и село вошло в состав Евпаторийского района Евпаторийского уезда, а в 1922 году уезды получили название округов. 11 октября 1923 года, согласно постановлению ВЦИК, в административное деление Крымской АССР были внесены изменения, в результате которых округа были отменены и произошло укрупнение районов — территорию округа включили в Евпаторийский район. Согласно Списку населённых пунктов Крымской АССР по Всесоюзной переписи 17 декабря 1926 года, в селе Узбек (татарский), Джелалского сельсовета Евпаторийского района, числилось 29 дворов, все крестьянские, население составляло 130 человек, все татары, действовала татарская школа. После создания 15 сентября 1931 года Фрайдорфского (переименованного в 1944 году в Новосёловский) еврейского национального района Узбек татарский включили в его состав. По данным всесоюзной переписи населения 1939 года в селе проживало 214 человек.
В 1944 году, после освобождения Крыма от фашистов, согласно Постановлению ГКО № 5859 от 11 мая 1944 года, 18 мая крымские татары были депортированы в Среднюю Азию. С 25 июня 1946 года Узбек в составе Крымской области РСФСР. Указом Президиума Верховного Совета РСФСР от 18 мая 1948 года, Узбек татарский переименовали в Лебединое. 25 июля 1953 года Новоселовский район был упразднен и село включили в состав Раздольненского. 26 апреля 1954 года Крымская область была передана из состава РСФСР в состав УССР. Ликвидировано до 1960 года, поскольку в «Справочнике административно-территориального деления Крымской области на 15 июня 1960 года» селение уже не значилось (согласно справочнику «Крымская область. Административно-территориальное деление на 1 января 1968 года» — в период с 1954 по 1968 годы, как село Новосёловского поссовета).